# Novice (Teksas)
Novice je grad u američkoj saveznoj državi Teksas. Prema popisu stanovništva iz 2010. u njemu je živjelo 139 stanovnika.